# Tornyosnémeti
Tornyosnémeti je obec okrese Gönc v župě Borsod-Abaúj-Zemplén v Maďarsku. Leží na slovensko–maďarské hranici v údolí Hornádu. Je zde silniční hraniční přechod Tornyosnémeti – Milhosť, přes který vede evropská silnice E71.

## Externí odkazy

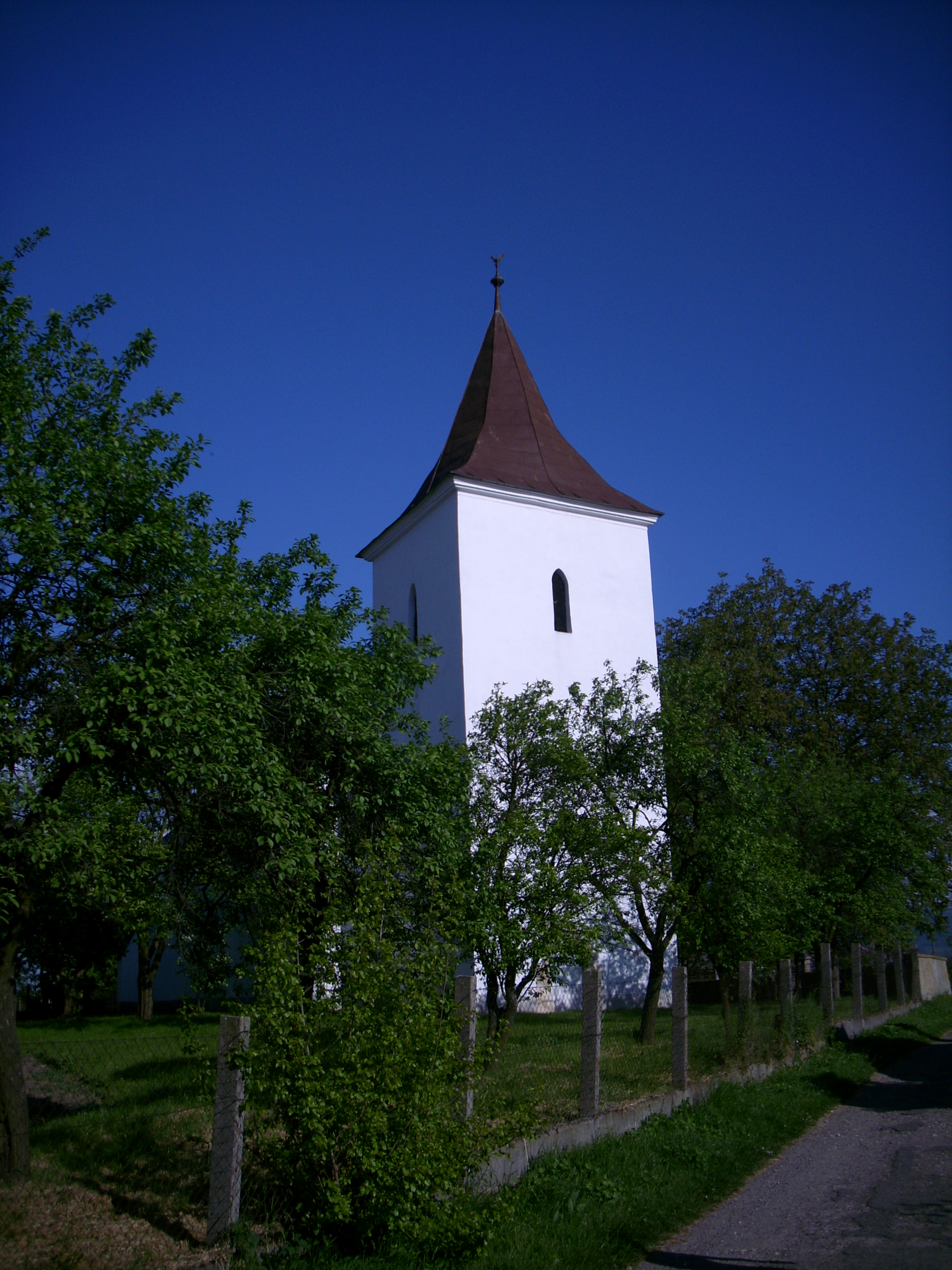
Tornyosnémeti, reformovaný kostel